# Portada/efemèride gener 17
Katalin Karikó
« 16 de gener · 17 de gener · 18 de gener »